# بنو سلامة
بنو سلامة عائلة عربية حجازية حكمت منطقتي وشقة وبربشتر في الثغر الأعلى الأندلسي منذ حوالي سنة 780 إلى غاية 800 م.
في عام 800، تمرد الحليف السابق لبني سلامة، بهلول بن مرزوق ، في سرقسطة ، وهزم حلفاء بني سلامة العرب إلى جانب بني قسي في المعركة، واستولى على المنطقة وأنهى ملك بني سلامة. كان من العوامل الأساسية في إزالتهم الدعم الشعبي لثورة ابن مرزوق ودعم فقيه ابن المغلس .  